# 6621 Timchuk
6621 Timchuk este un asteroid din centura principală de asteroizi.

## Descriere
6621 Timchuk este un asteroid din centura principală de asteroizi. A fost descoperit pe 2 noiembrie 1975 la Observatorul de Astrofizică din Crimeea de Tamara Smirnova. El prezintă o orbită caracterizată de o semiaxă mare de 2,54 ua, o excentricitate de 0,24 și o înclinație de 7,1° în raport cu ecliptica.